# Bostrichiformia
A Bostrichiformia a rovarok (Insecta) osztályába, ezen belül a bogarak (Coleoptera) rendjébe és a mindenevő bogarak (Polyphaga) alrendjébe tartozó alrendág.

## Rendszerezés
Az alrendágba az alábbi öregcsaládok és családok tartoznak:
- Bostrichoidea
  - Álszúfélék (Anobiidae) (Fleming, 1821)
  - Csuklyásszúfélék (Bostrichidae) (Latreille, 1802)
  - Porvafélék (Dermestidae) (Latreille, 1804)
  - Endecatomidae (LeConte, 1861)
  - Falébogárfélék (Nosodendridae) (Erichson, 1846)
- Derodontoidea
  - Szemecskésbogár-félék (Derodontidae) (LeConte, 1861)

Öregcsaládba nem sorolt család:
- Jacobsoniidae (Heller, 1926)